# Michael Moritz
Michael Moritz (Cardiff, 12 settembre 1954) è un imprenditore statunitense originario del Galles, miliardario, benefattore, scrittore e in precedenza giornalista. Partner e presidente di Sequoia Capital sino al luglio 2023, si è dedicato al venture capital, ha scritto la prima storia di Apple Inc., The Little Kingdom, e Going for Broke: Lee Iacocca's Battle to Save Chrysler. In precedenza ha scritto per il settimanale Time ed è stato nel board di  Google.
Ha studiato all'Università di Oxford e alla Wharton School dell'Università della Pennsylvania. Negli anni '80 è entrato nel mondo del venture capital. Moritz è stato indicato come No. 1 dei venture capitalist secondo Forbes Midas List nel 2006 e 2007. Nel 2022 il suo patrimonio netto è stimato secondo Forbes in 5,2  miliardi di dollari.
Nel luglio 2023, Moritz si è dimesso da Sequoia dopo quasi quattro decenni.

## Biografia
Michael Jonathan Moritz è nato da una famiglia ebrea a Cardiff, nel Galles, nel settembre 1954. Suo padre, Ludwig Alfred Moritz (1921–2003), era un ebreo tedesco fuggito dalla Germania nazista. Anche sua madre, Doris (nata Rath; 1924-2019), fuggì dalla Germania nazista. Moritz ha frequentato la Howardian High School di Cardiff.
Moritz ha conseguito una laurea in storia alla Christ Church di Oxford e nel 1978 un MBA presso la Wharton School dell'Università della Pennsylvania ottenendo il Thouron Award.

## Carriera

### Giornalista
Moritz ha lavorato per molti anni come giornalista. All'inizio degli anni '80, quando era un giornalista per Time, Steve Jobs lo ingaggiò per documentare lo sviluppo del Mac per un libro che stava scrivendo su Apple. Secondo Andy Hertzfeld, in risposta al fatto che la storia di un'altra azienda di computer era stata pubblicata un anno prima, Jobs disse: "Mike sarà il nostro storico". Dato che aveva un'età vicina a molti membri del team di sviluppo, sembrava essere una buona scelta.
Alla fine del 1982, Moritz era il capo dell'ufficio di San Francisco del Time e lavorava allo speciale numero di Time Person of the Year, che inizialmente doveva riguardare Jobs. La sua ricerca includeva una lunga intervista con la fidanzata del liceo di Jobs, Chrisann Brennan, in cui discuteva della storia della loro figlia, Lisa.  Il successivo colloquio di Moritz con Jobs sull'argomento portò a negare la paternità da parte sua. Il problema conteneva anche commenti negativi sui lavori di altri dipendenti Apple.  Il numero speciale è stato ribattezzato Machine of the Year prima della pubblicazione, ha celebrato The Computer e ha dichiarato che "sarebbe stato possibile individuare come Uomo dell'anno uno degli ingegneri o imprenditori che hanno ideato questa rivoluzione tecnologica, ma nessuno ha chiaramente dominato quegli eventi turbolenti.  L'uomo dell'anno del TIME per il 1982, la più grande influenza nel bene o nel male, non è affatto un uomo. È una macchina: il computer". Jobs interruppe tutti i legami con Moritz dopo la pubblicazione del numero e minacciò di licenziare chiunque avesse comunicato con lui. Secondo Hertzfeld, "alcuni di noi hanno parlato di nuovo con Mike di nascosto, mentre stava dando gli ultimi ritocchi al suo libro nel periodo dell'introduzione del Mac" e il testo risultante, The Little Kingdom: the Private Story of Apple Computer , "rimane uno dei migliori libri su Apple Computer mai scritti". 

### Venture capitalist
Nel 1986, Moritz è entrato a far parte di Sequoia Capital dopo essere stato coautore di Going for Broke: The Chrysler Story con Barrett Seaman, capo dell'ufficio di Time di Detroit. Dopo aver lasciato Time, Moritz ha co-fondato Technologic Partners, una newsletter tecnologica e una società di conferenze. 
I suoi investimenti in società Internet includono Google, Yahoo!, Skyscanner, PayPal, Webvan, YouTube, eToys e Zappos. Ha poi fatto parte dei consigli di amministrazione di 24/7 Customer, Earth Networks, Gamefly, HealthCentral, Green Dot Corporation, Klarna, Kayak.com, LinkedIn, Stripe e PopSugar. In precedenza Moritz era nei consigli di amministrazione di A123 Systems, Aricent Group, Atom Entertainment, CenterRun, eGroups, Flextronics, ITA Software, Luxim,  Plaxo , Pure Digital, Saba Software.  Google è stato uno dei numerosi co-investimenti con John Doerr della società rivale di venture capital Kleiner Perkins Caufield & Byers, e l'offerta pubblica iniziale della società nel 2004 ha reso Moritz uno degli uomini più ricchi del Galles. Il suo investimento in Google lo ha aiutato a raggiungere il numero uno nella lista di Forbes " Lista Midas " dei migliori affaristi del settore tecnologico nel 2006 e 2007,  e un posto nel "TIME 100" del 2007.  Si è classificato al secondo posto nella Midas List per il 2008  e il 2009. 
Nel luglio 2023, Moritz si è dimesso da Sequoia dopo quasi quattro decenni. Rimane nei consigli di amministrazione di Stripe, Klarna e Instacart, ma Sequoia ha affermato che quei posti verranno sostituiti nel tempo. Moritz ha annunciato che si sarebbe concentrato su Sequoia Heritage, un fondo di gestione patrimoniale che ha contribuito a lanciare, ora indipendente da Sequoia Capital.

### San Francisco Standard
Il San Francisco Standard è un sito web di notizie a scopo di lucro incentrato su San Francisco, finanziato da Michael Moritz, con uffici nel Mission District, che utilizza Instagram, Twitter e YouTube. Griffin Gaffney è l'amministratore delegato di SF Standard  nonché co-fondatore di Here/Say Media e TogetherSF, organizzazioni finanziate da Moritz. Griffin Gaffney è anche co-fondatore di PossibileSF. 

## Vita privata
Moritz vive a San Francisco con la moglie, la scrittrice americana Harriet Heyman, e i loro due figli. Ha donato al Lincoln Project, un super PAC a guida repubblicana che si oppone alla rielezione di Donald Trump e dei senatori repubblicani che lo hanno sostenuto.
Nel maggio 2012, Moritz ha annunciato che gli era stata diagnosticata una condizione medica rara e incurabile e che si sarebbe ritirato dalle sue responsabilità quotidiane presso Sequoia Capital, pur essendo stato elevato alla carica di presidente.